# Фримонт-стрит
Фримонт-стрит (англ. Fremont Street) — наряду с Лас-Вегас-Стрип одна из наиболее известных улиц Лас-Вегаса. Находится в Даунтауне — старом центре города. Здесь размещаются популярнейшие казино города: «Golden Gate Hotel & Casino», «Golden Nugget», «Binion’s Horseshoe» и др.
До постройки в западной части улицы купола «Fremont Street Experience» отсюда открывался знакомый по телевизионным шоу и фильмам вид на Фримонт-стрит. Символом улицы является неоновая фигура ковбоя, известного как «Вик из Вегаса». С 1994 года улица полностью пешеходная, только в одном месте на светофорном перекрестке её пересекает другая улица с автомобильным движением.
Фримонт-стрит появилась в 1905 году, в год основания самого города и получила имя в честь изобретателя, военного и политика Джона Чарльза Фримонта, имеющего прозвище «Следопыт», пересёкшего с экспедицией Лас-Вегасскую долину в 1844 году.
Длительное время Фримонт-стрит был центром развлечений в Лас-Вегасе. Лишь в начале 1990-х годов, когда началось массовое строительство в нескольких милях южнее от Даунтауна по направлению к аэропорту «Маккаран» так называемых «мегакурортов», туристический интерес переместился на Лас-Вегас-Стрип.
Для увеличения привлекательности Фримонта в борьбе с оттоком туристов в 1995 году и был возведён «Фримонт-стрит Экспириенс — Опыт Фримонт-стрит» (англ: Fremont Street Experience). Это уникальная система, реализующая видео-шоу в виде «кино» на громадном экране в виде арочного купола, перекрывающего всю улицу. Длина этого арочного экрана-купола — 1500 футов (460 м), и он перекрывает 4 «блока» (так в США называют длину квартала между соседними улицами). В 2004 году система была модернизирована, и сейчас на экране-куполе размещены 12,5 млн светодиодных дисплеев. Ими управляют 10 компьютеров. Суммарная мощность звуковых колонок, сопровождающих видео-шоу, равна 555 кВт. Общее управление осуществляется с центрального пульта. Разработчиком системы является LG Electronics, которая также является и главным спонсором купола.